# ماتیاس ویدانگوسی
ماتیاس ویدانگوسی (انگلیسی: Mathías Vidangossy؛ زادهٔ ۲۵ مهٔ ۱۹۸۷) بازیکن فوتبال اهل شیلی است که در حال حاضر در یونایتد کوریکو در پست هافبک تهاجمی یا وینگر بازی می‌کند.
وی همچنین در تیم‌های ملی فوتبال زیر ۲۰ سال شیلی و شیلی بازی کرده‌است.